# Dragão (militar)

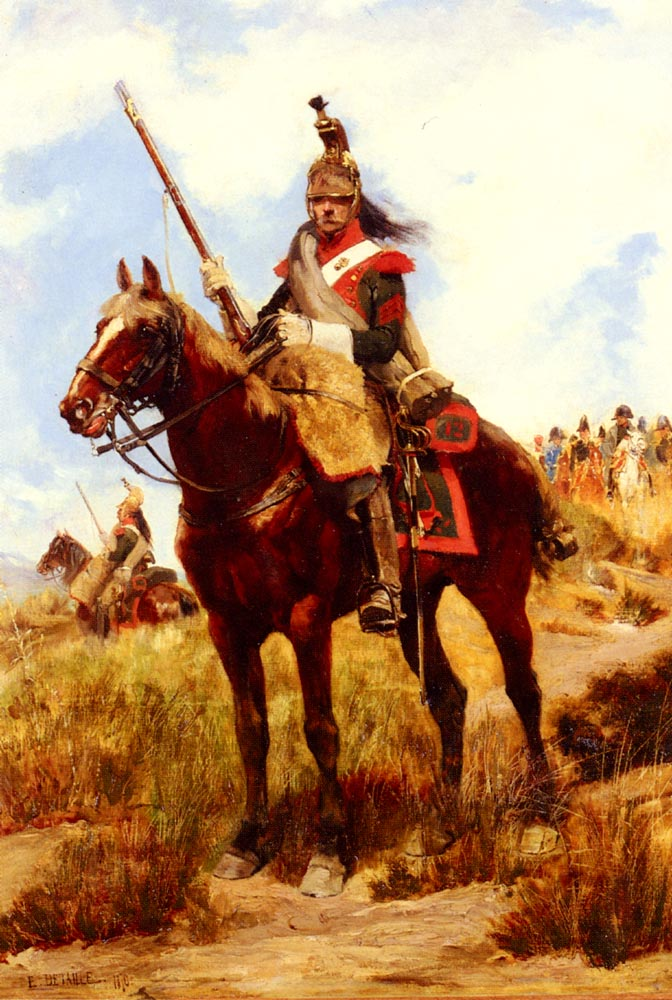
Pintura de 1870 de Édouard Detaille retratando um soldado de elite do 12.º regimento de dragões do exército francês

Originalmente, um dragão era um tipo de soldado que se caraterizava por se deslocar a cavalo mas combater a pé. Inicialmente e até meados do século XVIII, as unidades de dragões constituíam, assim, uma espécie de infantaria montada. Contudo, posteriormente, os dragões transformaram-se, passando de infantaria montada a tropas de genuína cavalaria. Hoje em dia, a designação "dragões" é mantida como título honorífico de algumas unidades cerimoniais ou blindadas de diversos exércitos.

## História

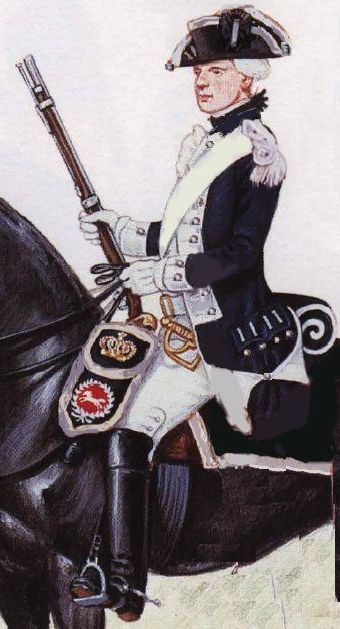
Soldado do 5.º Regimento de Dragões do Exército do Eleitorado de Hanôver no século XVIII

Talvez o antepassado mais remoto do que viria a ser o dragão tenha sido o dímaco (dimakhēs em grego) da antiga Macedónia. O dímaco era um tipo de soldado de cavalaria pesada que também lutava a pé quando era necessário.
O termo "dragão" — como designação de um tipo de soldado — terá aparecido em meados do século XVI para se referir aos membros do corpo de arcabuzeiros que combatiam a pé e se deslocavam a cavalo, criados em 1554 pelo marechal de França Carlos 1.º de Cossé, conde de Brissac para servir no Exército do Piemonte. A origem do termo é, contudo, incerta, pensando-se que se pode referir aos supostos dragões contidos nos estandartes das tropas do conde de Brissac ou a uma espécie arcabuz curto ou carabina usada pelas mesmas e que era então chamada "dragão". Também é referida ocasionalmente a hipótese do termo se ter originado do fato de um soldado de infantaria a galope — com a sua casaca solta e a mecha a arder ao vento — se parecer com um dragão.
Quando, no início do século XVII, o Rei Gustavo II Adolfo da Suécia introduziu os dragões no seu Exército, dotou-os de um conjunto multifuncional de armas que incluía um sabre, um machado e um mosquete. Este modelo de armamento para os dragões foi a seguir imitado por muitos dos restantes exércitos da Europa.
Estas primeiras tropas de dragões não eram ainda consideradas parte da cavalaria, mas sim infantaria montada. Assim, as unidades de dragões mantinham os atributos e caraterísticas da infantaria, por exemplo usando tambores em vez dos clarins e trombetas típicos da cavalaria e sendo enquadradas por oficiais de infantaria. Nesta época, os dragões eram usados para uma série de missões militares que incluíam o estabelecimento de piquetes e postos avançados, a defesa de pontes ou desfiladeiros na vanguarda ou retaguarda do corpo principal do exército e a disponibilização de mosqueteiros desmontados para apoio à cavalaria de linha. Por outro lado, a flexibilidade que os dragões tinham como infantaria montada tornava-os na arma ideal para servir como uma espécie de gendarmaria em missões de segurança interna, incluindo a perseguição de contrabandistas, o patrulhamento das estradas e a repressão de desordens públicas. Sendo providos de cavalos de qualidade inferior e de equipamento mais básico, os regimentos de dragões eram muito mais fáceis de levantar e manter que as dispendiosas unidades de cavalaria de linha.

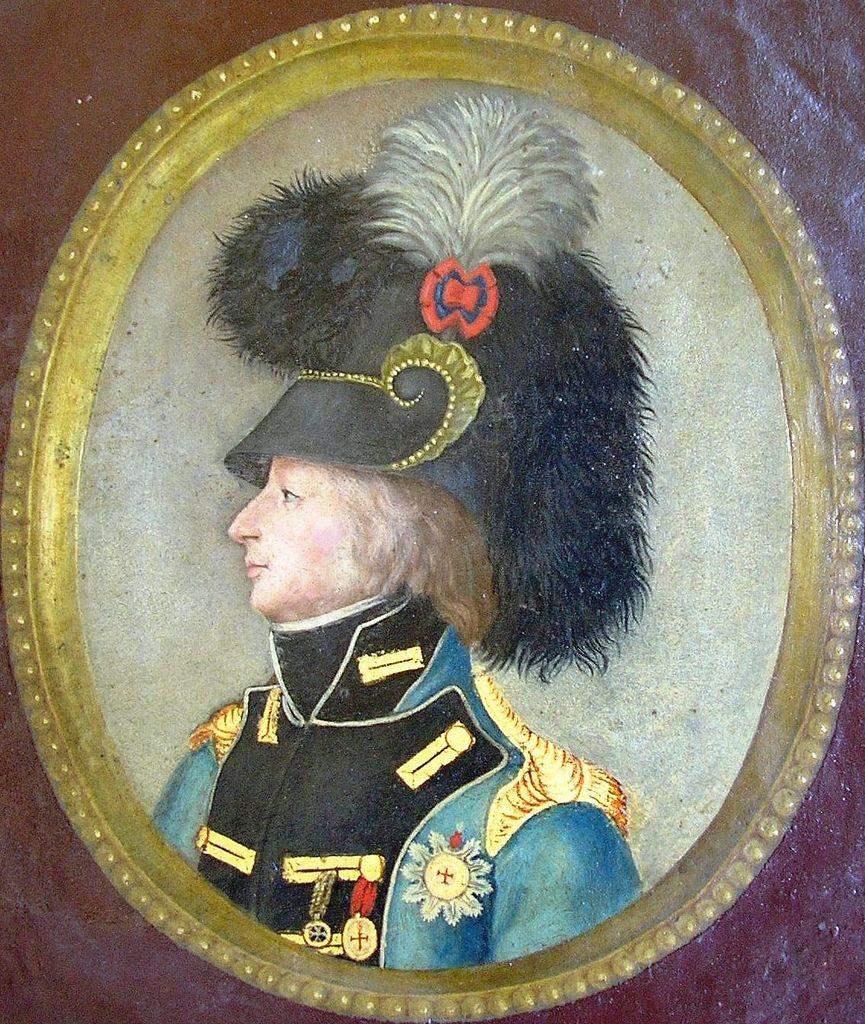
O Marquês de Alorna, usando o capacete típico dos dragões do final do século XVIII. Portugal, 1800.

Em 1762, o exército francês introduziu um novo uniforme para os seus regimentos de dragões, substituindo o chapéu tricórnio por um capacete de metal com crista (capacete de dragão), baseado nos capacetes clássicos da Grécia e Roma Antigas. Era feito de aço com uma crista de latão dourado e tinha uma faixa em volta imitando pele de pantera e uma crina de cavalo ou pluma negra, presa na crista. Este capacete foi logo adotado por vários países europeus e, no final do século, acabou evoluindo para formatos diferentes.
Contudo, os dragões estavam em desvantagem quando enfrentavam a genuína cavalaria. Assim, procuraram sempre obter melhores condições em termos de equitação, armamento e estatuto social. Na transição do século XVIII para o XIX, na maioria dos exércitos europeus, os dragões tinham evoluído já de tropas de infantaria montada para verdadeiras tropas cavalaria. Nesta altura, as antigas missões de exploração e funções de piquete anteriormente atribuídas aos dragões tinham sido já assumidas pelos hussardos, caçadores a cavalo e outras unidades de cavalaria ligeira em exércitos como os da Áustria, França e Prússia. Os exércitos de Espanha e Portugal chegam mesmo a abolir os dragões transformando-os em regimentos de cavalaria de linha. Inversamente, com o objetivo de reduzir os seus gastos militares, o Exército Britânico transforma todos os seus regimentos de cavalaria em unidades de dragões, que no entanto desempenham funções de cavalaria de linha. Uma exceção foi o Exército da Rússia, onde — devido à existência dos cossacos — os dragões mantiveram as suas missões originais até mais tarde do que a generalidade dos restantes exércitos.
Durante as Guerras Napoleónicas, os dragões assumiram geralmente uma função de cavalaria média, intermédia entre os couraceiros (cavalaria pesada) e a cavalaria ligeira. Os dragões montavam cavalos maiores que os da cavalaria ligeira e estavam armados com espadas direitas em vez dos sabres curvos daquela. O Imperador Napoleão formava frequentemente divisões completas de dragões com os seus 20 ou 30 regimentos daquele tipo, usando-as como cavalaria de choque para quebrar a resistência do inimigo. Em 1809, os dragões franceses obtiveram sucessos notáveis contra o Exército Espanhol nas batalhas de Ocana e de Alba de Tormes. Por seu lado, os dragões pesados britânicos executaram cargas devastadoras contra a infantaria francesa nas batalhas de Salamanca em 1812 e de Waterloo em 1815.

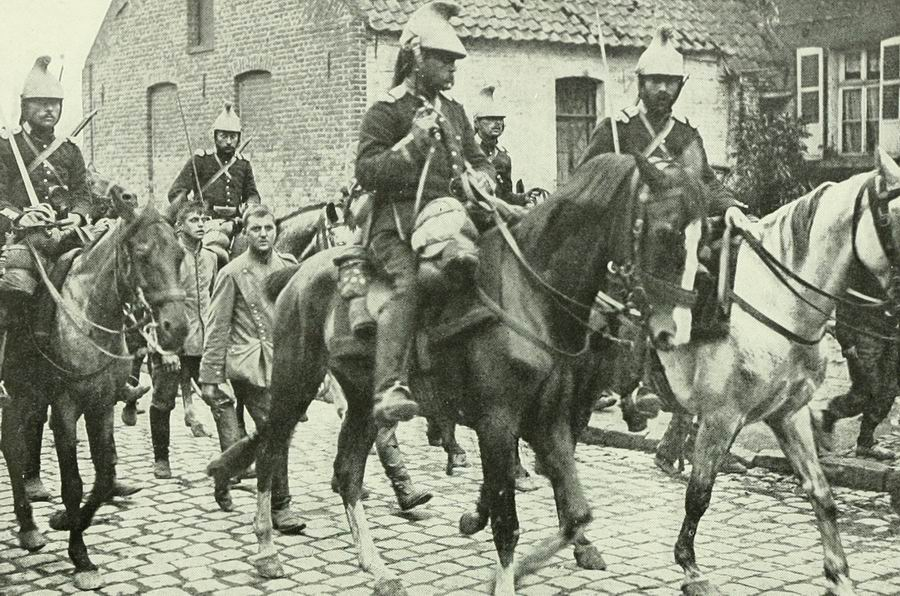
Dragões do Exército Francês escoltando prisioneiros alemães no início da Primeira Guerra Mundial, no século XX

Em 1914, ainda existiam regimentos de dragões nos exércitos Alemão, Austro-Húngaro, Britânico, Dinamarquês, Espanhol, Francês, Norueguês, Peruano, Russo e Sueco. Os seus uniformes variavam consideravelmente, faltando-lhe as caraterísticas específicas dos uniformes dos regimentos de hussardos ou de lanceiros. Ocasionalmente, ainda recordavam as suas origens como infantaria montada. Assim, os regimentos de dragões alemães usavam o mesmo modelo de pickelhaube (capacete de espigão) da infantaria e os dragões britânicos usavam fardas escarlates (em contraste com as restantes unidades de cavalaria que usavam fardas azuis). Contudo, em todos os restantes aspetos, os dragões tinham já adoptado as mesmas táticas, funções e equipamento dos restantes ramos da cavalaria, sendo a sua distinção um título meramente tradicional.
Provavelmente, a última utilização de genuínos dragões (montados a cavalo) em combate foi feita pelo Exército Português na guerra em Angola, durante a década de 1960 e o início da década de 1970. Em 1966, os Portugueses criaram um pelotão experimental a cavalo, para  operar contra a guerrilha na região de capim elevado do Leste de Angola, onde cada soldado estava armado com uma espingarda automática G3 para combater a pé e uma pistola para disparar a cavalo. As tropas a cavalo podiam aceder a terrenos difíceis (inacessíveis a veículos motorizados) e tinham a vantagem de ter uma visão desimpedida sobre o capim para controlar todo o terreno em redor (que as tropas apeadas não dispunham). Além disso, tropas tão pouco convencionais como estas criavam uma impacto psicológico sobre o inimigo, o qual não estava preparado para lidar e enfrentar tropas a cavalo. O sucesso obtido pelo pelotão experimental, levou a que a totalidade da unidade de origem fosse transformada de um grupo de reconhecimento blindado num grupo de três esquadrões a cavalo conhecido como "Dragões de Angola". Uma das típicas operações levadas da cabo pelos Dragões de Angola — cooperação com forças helitransportadas — consistia em os dragões perseguirem e empurrarem os guerrilheiros numa dada direção, sendo as tropas helitransportadas lançadas na retaguarda, cortando o caminho de fuga do inimigo.

## Dragões em vários países e regiões

### Brasil

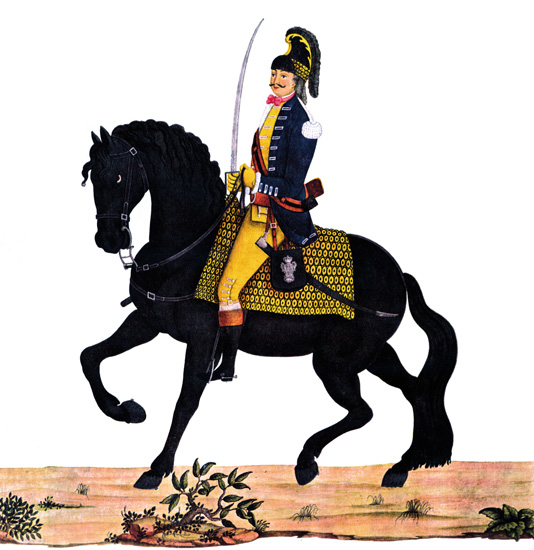
Soldado do regimento dos dragões. Brasil década de 1770. Pintura de Carlos Julião.

Durante o período colonial, os dragões constituíram um dos mais prestigiados tipos de tropas no Brasil, desempenhando tanto missões militares de defesa externa como missões de segurança interna.
Em 1719, chegam a Minas Gerais duas companhias de dragões enviadas de Lisboa, que fora constituir os famosos Dragões Reais de Minas. A sua missão principal era a da garantia da segurança dos distritos mineradores e seus caminhos, funcionando como uma espécie de polícia militar montada. O batismo de fogo se deu em janeiro de 1720 em Pitangui (MG) quando ajudaram a debelar o motim promovido pelo revoltoso Domingos Rodrigues do Prado (Feu de Carvalho — Ocorrências em Pitangui). Em 1729, chega da Metrópole Portuguesa, uma terceira companhia de dragões, que acaba por ser enviada para participar nas operações militares de defesa do Sul do Brasil. Esta companhia — acrescida de oficiais dragões adicionais vindos diretamente da Metrópole — deveria ser o núcleo de um regimento de dragões a ser formado na Colônia do Sacramento. Esse regimento irá ser formado em 1736, mas como Regimento de Dragões do Rio Pardo. Com base em efetivos dos Dragões Reais de Minas são também criadas as companhias de dragões de Cuiabá e de Goiás.
Em 1765, as unidades de dragões servem também como modelo e núcleo para a constituição do Esquadrão de Cavalaria da Guarda do Vice-Rei no Rio de Janeiro. No entanto, esta unidade é classificada como de cavalaria ligeira e não de dragões.
Para além das unidades de dragões de 1.ª linha, são, ainda, criadas diversas unidades de dragões auxiliares nas milícias das várias capitanias brasileiras.
Mais tarde, na sequência da ocupação portuguesa da Cisplatina, são, ainda, criados os regimentos de dragões de Montevidéu e da União (em Paysandú).
Os dragões são extintos na sequência da Independência do Brasil e da reorganização do novo Exército Brasileiro em 1825. Os antigos dragões de Minas, do Rio Pardo, de Montevidéu e da União tornam-se, respectivamente, o 2.º, 5.º, 6.º e 7.º regimentos de cavalaria de 1.ª linha. O antigo Esquadrão de Cavalaria da Guarda do Vice-Rei — que já havia sido transformado em 1.º Regimento de Cavalaria do Exército por dom João VI em 1808 — torna-se o 1.º Regimento de Cavalaria de 1.ª Linha.
Com a Independência, é criada também a Imperial Guarda de Honra dos Mosqueteiros de Pedro I (r. 1822–1831).
Em 1916, o deputado federal e historiador Gustavo Barroso iniciou uma ação no sentido de exaltar as tradições militares do Brasil. Após uma análise da cronologia do 1.º Regimento de Cavalaria, apresentou em 1917, à Câmara dos Deputados, um projeto de lei de sua autoria, solicitando permissão para resgatar as tradições do regimento. O Senado Federal conferiu aprovação final ao projeto de lei no ano de 1927, tendo o uniforme histórico da Imperial Guarda de Honra voltado a ser envergado pela Unidade no desfile de comemoração do 7 de setembro daquele mesmo ano.
Para a confecção dos uniformes em 1927 foram tirados moldes de peças autênticas pertencentes a antigos oficiais da Imperial Guarda de Honra no acervo do Museu Histórico Nacional, como as do barão de Sabará, tendo se recorrido à estampa de Jean-Baptiste Debret, que foi devidamente estudada e interpretada. O uniforme em branco e vermelho, com capacetes de bronze com plumas, tem influência das cores dos dragões austríacos, homenagem também a Imperatriz Leopoldina. A cor das plumas varia de acordo com o posto e a arma utilizada são lanças.

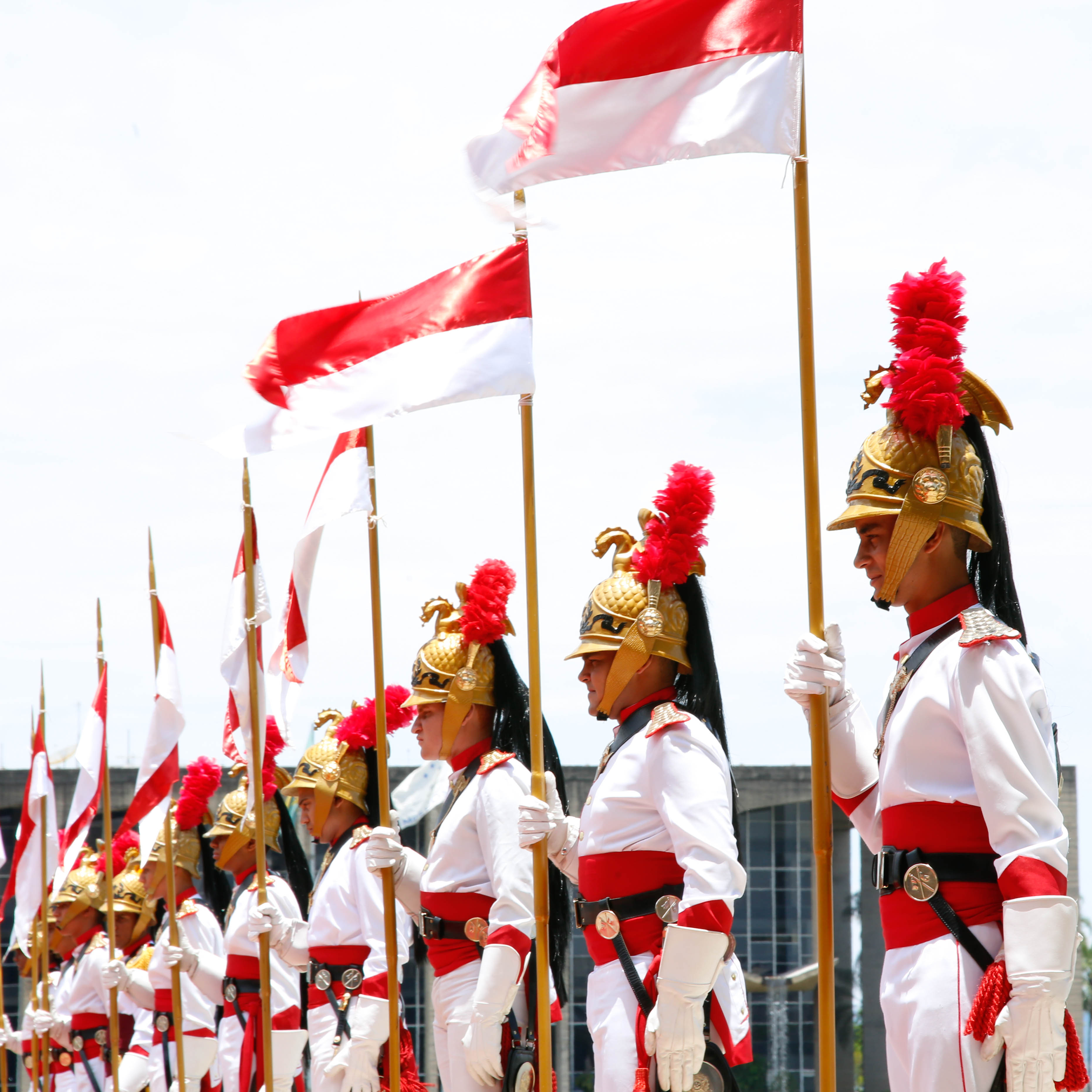
Os Dragões da Independência, em foto de 2014.

Algumas modificações foram introduzidas na reintrodução: a sigla "PI" (Pedro I), que era usada como tope do capacete, foi substituída por uma estrela, e as Armas do Império, estampadas nos talins, foram substituídas pelas Armas da República. A cor dos penachos dos capacetes, que sofreu alterações também em dias mais atuais, ficou distribuída da seguinte forma:
- o branco é reservado ao comandante do Regimento;
- o verde é utilizado pela fanfarra;
- o amarelo é utilizado pelos oficiais até o posto de subcomandante; e
- o vermelho pelos praças.

Atualmente, no Exército Brasileiro, subsistem alguns regimentos de dragões:
- 1.º Regimento de Cavalaria de Guardas, os Dragões da Independência, tropa de elite responsável pela guarda honorífica a cavalo do Presidente da República e de outros órgãos federais na atual capital, Brasília. O nome do regimento foi dado em 1927 e se refere ao destacamento de dragões que acompanhava D. Pedro I na declaração de Independência do Brasil.
- 2.º Regimento de Cavalaria de Guardas, o Regimento Andrade Neves, no Rio de Janeiro;
- 3.º Regimento de Cavalaria de Guardas, o Regimento Osório, em Porto Alegre.

### Canadá
Existem atualmente três regimentos de dragões nas Forças Armadas Canadenses, um deles  regular e os restantes da reserva. O regimento regular é o dos Royal Canadian Dragoons e os regimentos da reserva são os British Columbia Dragoons e Saskatchewan Dragoons. O primeiro é o regimento blindado mais graduado das Forças Canadenses, desempenhando atualmente a função de unidade de reconhecimento blindado do 2º Grupo-Brigada Mecanizado do Canadá.
A Real Polícia Montada do Canadá teve o estatuto de regimento de dragões, mas já não o tem atualmente.

### Chile
O Exército do Chile possui atualmente o Grupo de Tanques n.º 6 "Dragones" que desempenha a função de unidade de carros de combate da 4ª Brigada Couraçada "Chorillos", baseada perto de Punta Arenas. O Grupo de Tanques n.º 6 resulta das recentes reorganizações do Exército do Chile, tendo origem no antigo Regimento de Cavalaria Blindada n.º 6 "Dragones".
Os atuais Carabineiros do Chile — a força nacional de gendarmaria chilena — têm origem num antigo regimento de dragões, o de Dragones de la Reina (Dragões da Rainha), fundado em 1758. Em 1812, o regimento foi transformado nos Dragones de Chile (Dragões do Chile) e, em 1903, nos Carabineros de Chile.

### Dinamarca
O Jydske Dragonregiment (Regimento de Dragões da Jutlândia) é atualmente o único regimento puramente blindado do Exército Dinamarquês. O regimento foi formado em 1932, através da fusão dos antigos 3° Dragonregiment (3º Regimento de Dragões) de Århus e 5° Dragonregiment (5º Regimento de Dragões) de Randers, os quais haviam sido fundados em 1657. Baseado inicialmente em Randers, o Jydske Dragonregiment passou a aquartelar-se em Holstebro em 1953, onde ainda se mantém.

### Espanha
A primeira unidade de dragões do Exército Espanhol foi criada em 1635, por Pedro de la Puente, em Insbruque, Áustria. Na própria Espanha, em 1640, foi criado um terço de mil dragões armados com arcabuzes. Tal como os restantes terços espanhóis, em 1704, os terços de dragões foram transformados em regimentos pelo Rei Filipe V. Durante o século XVIII, foram criados diversos regimentos de dragões na América Espanhola para servirem em funções de polícia.
Entre 1803 e 1815, todos os regimentos de dragões do Exército Espanhol foram sucessivamente reclassificados como "cavalaria ligeira". Contudo, na década de 1880, foram restabelecidos três regimentos de dragões, os quais se mantiveram até 1931.

### Estados Unidos da América
Durante a Guerra da Independência Americana, o general George Washington apercebeu-se da necessidade do seu Exército Continental dispor de uma arma montada. Em janeiro de 1777, foram então levantados quatro regimentos de dragões ligeiros. Estes regimentos participaram na maior parte dos grandes combates da Guerra, incluindo as batalhas de White Plains, Trenton, Princeton, Brandywine, Germantown e Monmouthe, bem como na campanha de Yorktown.
O 1st United States Dragoons (1º Regimento de Dragões dos Estados Unidos) foi responsável pela exploração do território do Iowa, quando o mesmo ficou sobre controlo dos EUA, na sequência da sua aquisição aos índios Black Hawk. No verão de 1835, o Regimento abriu um trilho ao longo do rio Des Moines, estabelecendo postos avançados desde a atual Des Moines até Fort Dodge. O atual Dragoon Trail ("Trilho do Dragão" em inglês) constitui um itinerário turístico e histórico, estabelecido pelo Governo do Estado do Iwoa em 1933, que segue o caminho percorrido pelo 1st Dragoons na sua marcha histórica.
Em 1861, os dois regimentos de dragões existentes foram redesignados como 1.º e 2.º regimentos de cavalaria". Contudo, esta redesignação na afetou a sua função e equipamento, mas os seus uniformes deixaram de ostentar os vivos laranja dos dragões, que foram substituídos pelos vivos amarelos padrão da cavalaria. Este ato marcou o final oficial dos dragões no Exército dos EUA, ainda que algumas das unidades modernas tenham as suas origens históricas nos antigos regimentos de dragões.
As tradições do antigo 1st Dragoons são hoje assumidas pelo 1-1 Cavalry (1º Esquadrão do 1.º Regimento de Cavalaria). A unidade foi recriada durante a Guerra do Vietname, servindo também na Guerra do Iraque, mantendo-se como a unidade de cavalaria mais antiga e condecorada do Exército dos EUA. Atualmente, o 1-1 Cavalry constitui uma unidade blindada de reconhecimento e ataque.
Outra unidade moderna do Exército dos Estados Unidos descendente dos antigos dragões é o 2nd Stryker Cavalry Regiment (2º Regimento de Cavalaria Stryker), também informalmente conhecido como "2nd Dragoons" (2º de Dragões). A unidade foi organizada como 2º Regimento de Dragões em 1836, sendo redesignado "2º Regimento de Cavalaria" em 1861. Na década de 1960, passou a designar-se "2º Regimento de Cavalaria Blindada". O regimento está atualmente com blindados de rodas Stryker.

### França
O moderno Exército de Terra Francês ainda mantém três dos 32 regimentos de dragões que possuía no início da Primeira Guerra Mundial. Apesar de deterem o título "dragões", os atuais regimentos desempenham diversas missões que pouco ou nada têm a ver com as missões originais. Assim, o 2º Regimento de Dragões é uma unidade de proteção NBQ (nuclear, bacteriológica e química), o 4º Regimento é uma unidade de carros de combate e o 13º Regimento é uma unidade paraquedista de operações especiais.

### Portugal

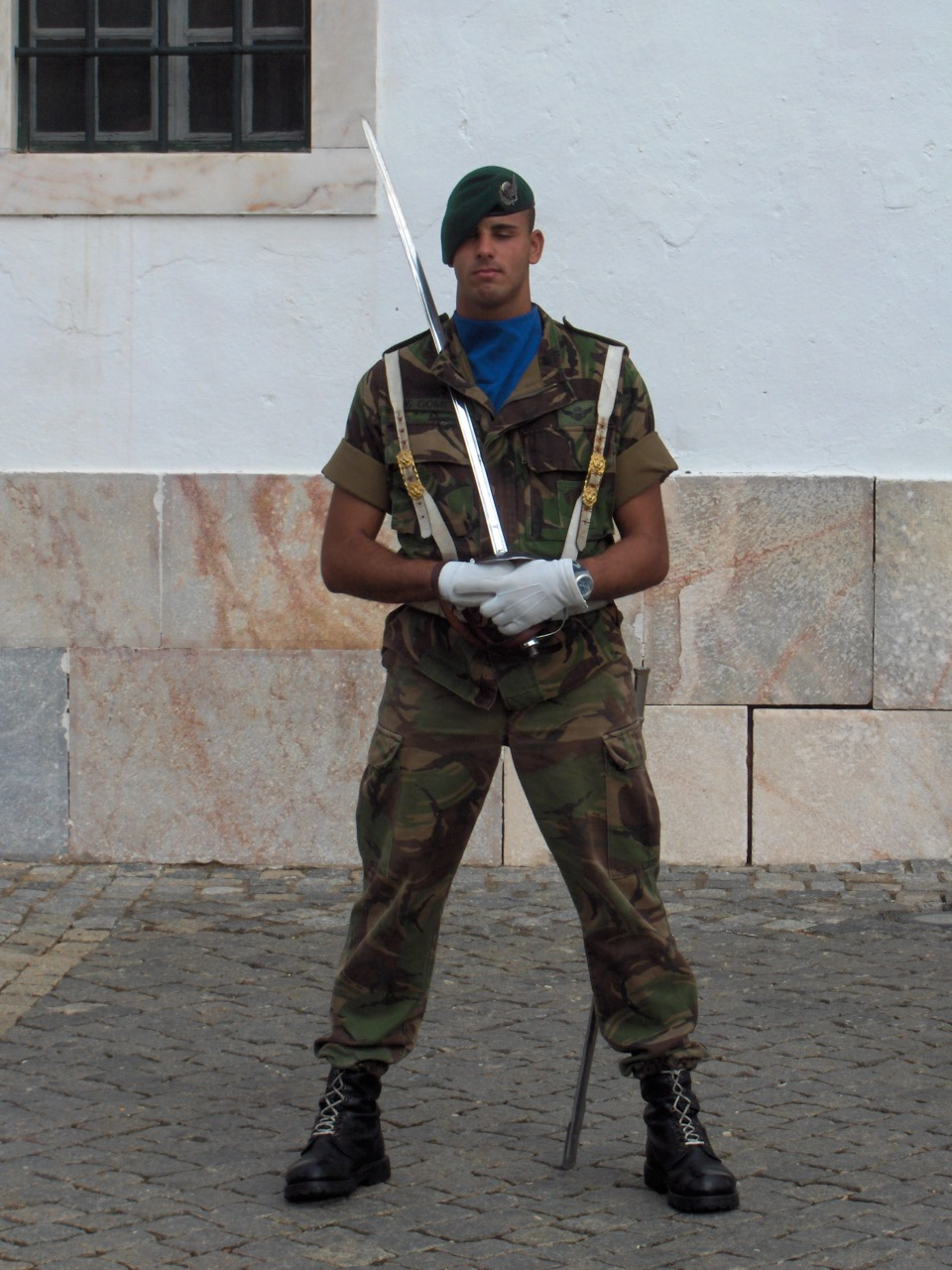
Dragão paraquedista do Exército Português de sentinela ao Regimento de Cavalaria nº 3 — século XXI

No Exército Português, remonta à Guerra da Restauração o emprego de dragões. O projeto de ordenanças militares de 1643 sugeria a constituição de companhias de dragões. No entanto acabou por ser criada apenas uma companhia portuguesa, no Exército do Alentejo, sob o comando do capitão António Teixeira Castanho. A companhia existiu entre 1642 e 1648, altura em foi transformada em companhia de arcabuzeiros a cavalo. Para além da companhia portuguesa, estiveram ao serviço de Portugal, quatro companhias de dragões holandeses, entre 1641 e 1644. Os dragões estavam armados com arcabuzes, combatendo sempre desmontados. Apesar da designação, as companhias de arcabuzeiros a cavalo — que formavam o grosso da cavalaria portuguesa — estavam armadas com carabinas e não com arcabuzes de mecha, combatendo a cavalo e não sendo por isso dragões. Por outro lado, constituiu um procedimento comum montar tropas de infantaria em mulas para maior rapidez de deslocamento. Este tipo de tropas não eram contudo consideradas dragões.
A nova organização do Exército Português — estabelecida pelas Ordenanças Militares de 1707 — previa a existência de regimentos de infantaria, de cavalaria ligeira e de dragões. Na sequência dessa organização e ao longo do século XVIII, são criados os regimentos de dragões de Olivença, de Évora, de Chaves e de Penamacor, entre outros.
Em 1719, são também enviadas as primeiras companhias de dragões para o Brasil que irão dar origem a prestigiadas unidades militares, entre as quais se destacam os Dragões Reais de Minas e os Dragões do Rio Grande. No Brasil, os dragões são empregues como uma espécie de polícia montada em funções de segurança e ordem pública, para além de serem empregues na defesa militar das fronteiras do Sul.
Em 1764, deixou de haver distinção entre as unidades de cavalaria ligeira e as de dragões, passando todas a ser classificadas como regimentos de cavalaria. No Brasil, no entanto, continuaram a existir unidades de dragões até ao início do século XIX.
Na transição do século XIX para o XX, voltaram a ser criadas unidades de dragões no Ultramar Português. Para lá de serem empregues nas campanhas de pacificação, em Angola e Moçambique, os esquadrões de dragões são empenhados nos combates contra os Alemães durante Primeira Guerra Mundial.
Finalmente, entre 1966 e 1975, os Dragões de Angola tornam-se talvez na última unidade de dragões genuínos do mundo a ser empregue em combate.
Hoje em dia, subsistem no Exército Português duas unidades militares hedeiras de antigos regimentos de dragões:
- Regimento de Cavalaria n.º 3 (antigos "Dragões de Olivença") — atualmente sediado em Estremoz;
- Regimento de Cavalaria n.º 6 (antigos "Dragões de Chaves" e atualmente "Dragões de Entre-Douro e Minho") — atualmente sediado em Braga.

### Reino Unido

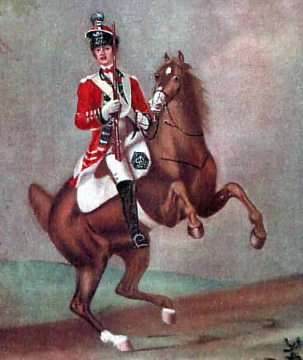
Soldado do 16.º Regimento de Dragões Ligeiros do Exército Britânico no século XVIII

Já na Guerra Civil Inglesa, os dragões foram empregues numa variedade de funções que incluíam o reconhecimento, a defesa de posições avançadas e o apoio à cavalaria regular como mosqueteiros a pé.
Durante o século XVIII, o Exército Britânico constituiu uma exceção, na tendência europeia de reduzir as tropas de dragões, ao transformar todos os seus regimentos de cavalaria em regimentos de dragões. Isto foi feito, de 1746 em diante, com o objetivo de redução dos gastos militares, uma vez que os dragões dispunham de um nível salarial inferior ao da restante cavalaria. Quando a transformação ficou completa em 1788, todos os antigos regimentos de cavalaria pesada tinham sido transformados em regimentos de dragoon guards (guardas dragões) ou de heavy dragoons (dragões pesados), de acordo com a sua precedência. A designação "guardas dragões" — atribuída aos antigos 2º e 8º regimentos de cavalos — não significava que estas unidades se tinham tornado tropas da Guarda da Casa Real, sendo o título uma mera distinção honorífica para compensar a perda de salário e prestígio.
Para além da cavalaria pesada, também a cavalaria ligeira britânica passou a ser designada "dragões", mais especificamente "light dragoons" (dragões ligeiros). A partir de 1756, foram levantados sete regimentos de dragões ligeiros, os quais tinham como missão o desempenho de operações de reconhecimento, de escaramuças e outras funções típicas da cavalaria ligeira da época. O sucesso desta nova classe de cavalaria levou a que oito regimentos de dragões regulares fossem transformados em dragões ligeiros entre 1768 e 1783. Os regimentos de dragões ligeiros, que não foram extintos, viriam a ser transformados em hussardos ou lanceiros, em várias fases entre 1816 e 1861.
No presente Exército Britânico existem quatro regimentos a manter o título de "dragões": o 1st The Queen's Dragoon Guards, o Royal Scots Dragoon Guards, o Royal Dragoon Guards e o The Light Dragoons. Para além destas unidades, no regimento Royal Yeomanry do Exército Territorial, existe um esquadrão com o título "dragões": o The Westminster Dragoons.

### Rússia
Os dragões do Exército Imperial Russo mantiveram as suas originais funções de infantaria montada até mais tarde do que os dos restantes exércitos europeus. As missões como cavalaria de linha que foram sendo assumidas pelas unidades de dragões dos outros países, na Rússia mantiveram-se a cargo das unidades de cossacos.
Inclusive, refletindo uma ênfase no combate desmontado devido à aceitação da impraticabilidade de emprego das tradicionais táticas de cavalaria contra as modernas armas de fogo, entre 1881 e 1910, todas as unidades de cavalaria do Exército Russo (excepto as de cossacos e da Guarda Imperial) foram reclassificadas como dragões.

### Suécia
Até 2000, o Exército da Suécia manteve o regimento de cavalaria Livgardets dragoner (Dragões Guardas do Corpo) que tinha — entre outras — as funções de guarda cerimonial a cavalo do Palácio Real de Estocolmo, de polícia militar e de defesa territorial de Estocolmo. Em 2000, o regimento Livgardets dragoner fundiu-se com o regimento de infantaria Svea livgarde (Guardas do Corpo Suecos), dando origem ao regimento misto de infantaria e cavalaria Livgardet (Guarda do Corpo). A subunidade de cavalaria do novo regimento era o Dragonbataljonen (Batalhão de Dragões), que mantinha as mesmas funções dos antigos Livgardets dragoner. Posteriomente o Dragonbataljonen foi extinto, com diversas subunidades a assumirem as suas antigas funções. O antigo esquadrão a cavalo do Dragonbataljonen tornou-se no Livskvadron (Esquadrão da Guarda do Corpo) do Livbataljon (Batalhão da Guarda do Corpo), mantendo-se como a única unidade a cavalo do Exército Sueco.

### Suíça
Os dragões do Exército Suíço foram talvez as últimas unidades militares a cavalo não cerimoniais da Europa. A sua extinção foi um assunto bastante controverso, só a acontecendo depois da medida ser aprovada no Conselho Nacional da Suíça, a 5 de dezembro de 1972, numa votação que teve 91 votos a favor contra 71 contra. As unidades de dragões foram então convertidas em granadeiros blindados.
Antes de entrar no Exército, cada dragão suíço (Dragoner) tinha que provar ter a possibilidade de manter um cavalo em casa. No final da instrução básica, tinha, então, que comprar um cavalo ao Exército — a preço reduzido — e levá-lo para casa, juntamente com o seu equipamento, uniforme e arma. Nas escolas anuais de repetição, os dragões participavam com os seus respetivos cavalos, muitas vezes deslocando-se de casa para os pontos de reunião a cavalo nos mesmos. 